# فهرست افراد سوزانده شده به عنوان بدعت‌گذار

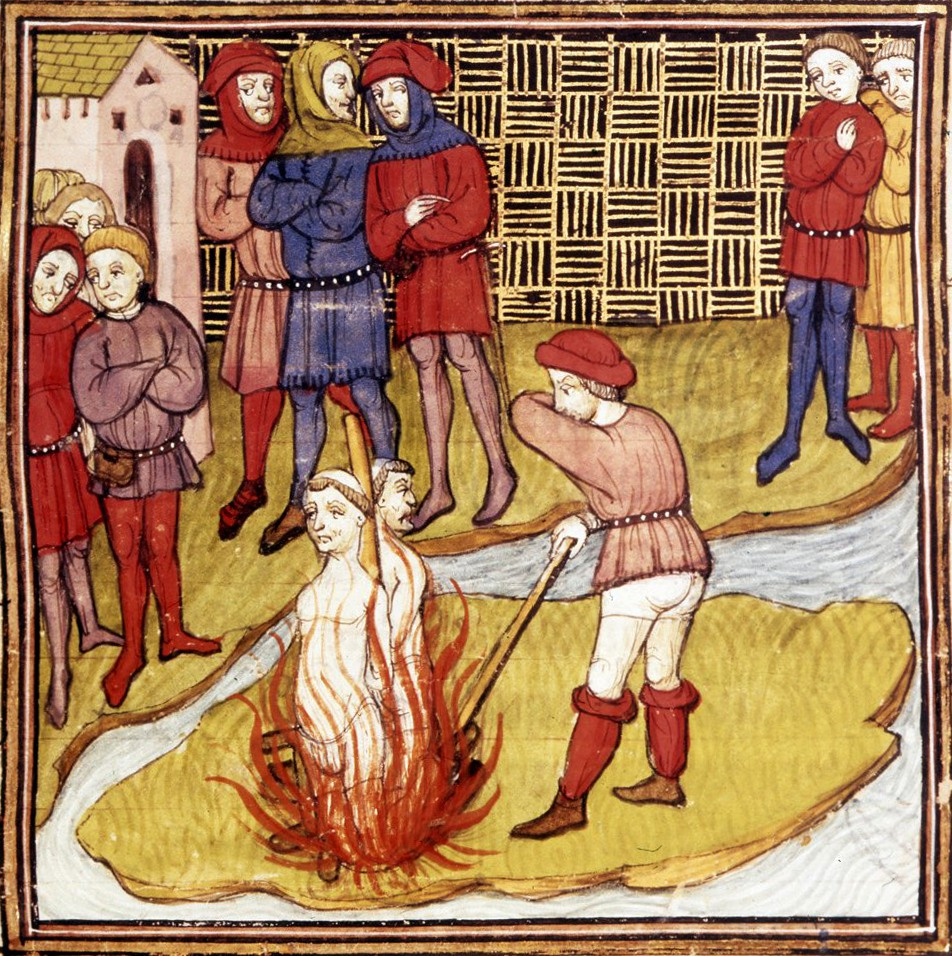
سوزاندن شوالیه‌های معبد، ۱۳۱۴

این لیستی از افرادی است که توسط کلیساهای مختلف مسیحیت بدعت شمرده شدند و سوزانده شدند. این فهرست سعی نمی‌کند فهرستی از کسانی که به دلایل دیگر با سوزاندن اعدام شده‌اند را در بر بگیرد.
دانشنامه کاتولیک بیان می‌کند که «با به رسمیت شناختن رسمی کلیسا توسط دولت و افزایش مجازات‌های کلیسایی متناسب با افزایش جرایم کلیسایی، کلیسا خواستار کمک بازوی سکولار برای اجرای قانون مجازات‌ها شد: کمک‌ها همیشه با میل و رغبت اعطا می‌شد [...] انحراف‌ها از ایمان کاتولیک، توسط دولت در قانون مدنی قابل مجازات بود و مجازات‌های سکولار نیز به آنها ملحق شد.» قانون ۳ شورای سراسری مسیحیت، چهارمین شورای لاتران، ۱۲۱۵، مقامات سکولار را ملزم می‌کرد که «در سرزمین‌های تحت صلاحیت خود همه بدعت گذاران را از بین ببرند» که توسط کلیسای کاتولیک اشاره شده بود، و در نتیجه بازپرس تفتیش عقاید به وجود آمد. برخی از قوانین به دولت مدنی اجازه می‌داد که مجازات اعدام برخی افراد متهم به بدعت را اعمال کند.

## اروپای کاتولیک رومی قبل از اصلاحات

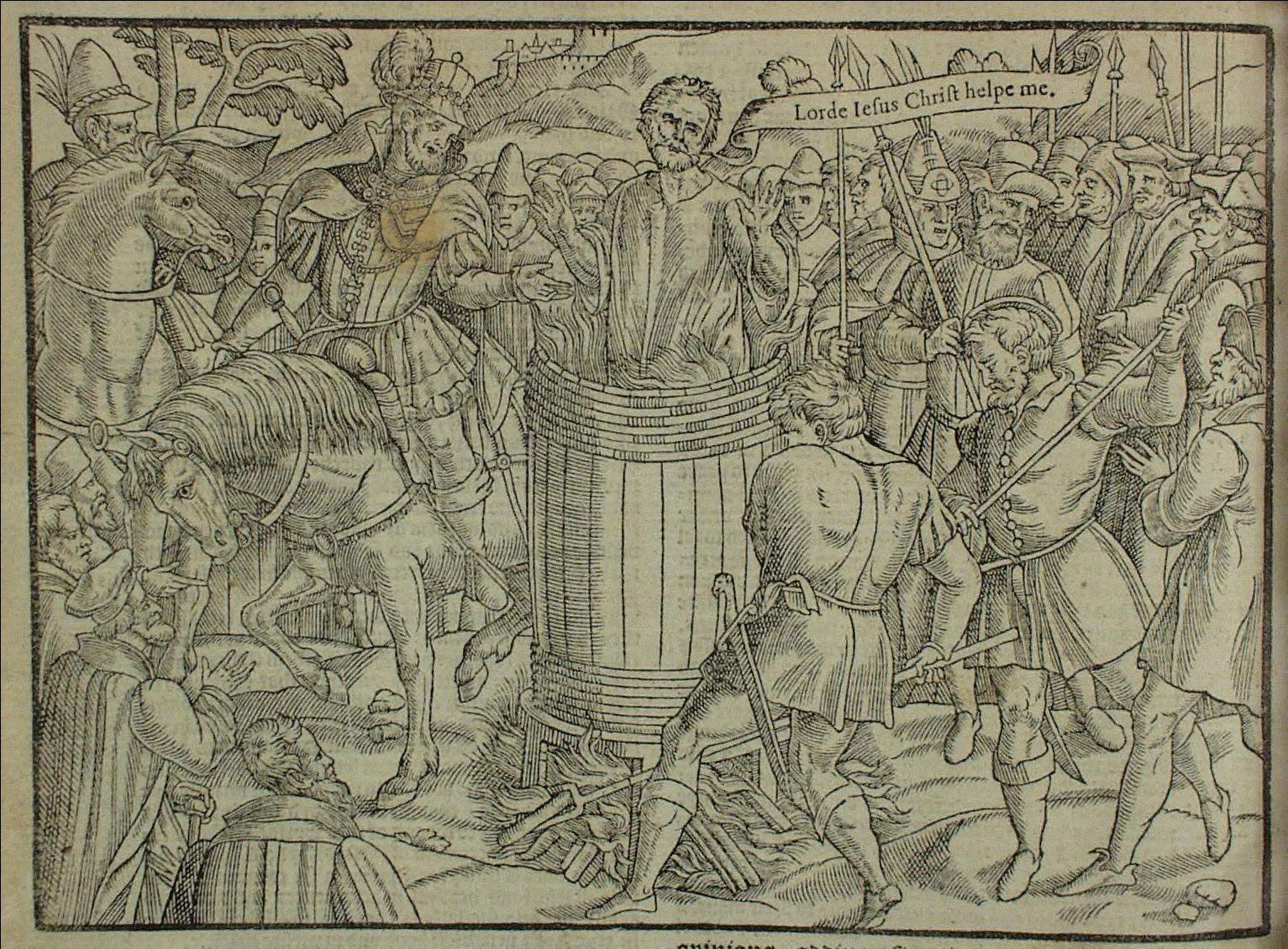
جان بدبی در بشکه سوزانده شد، ۱۴۱۰

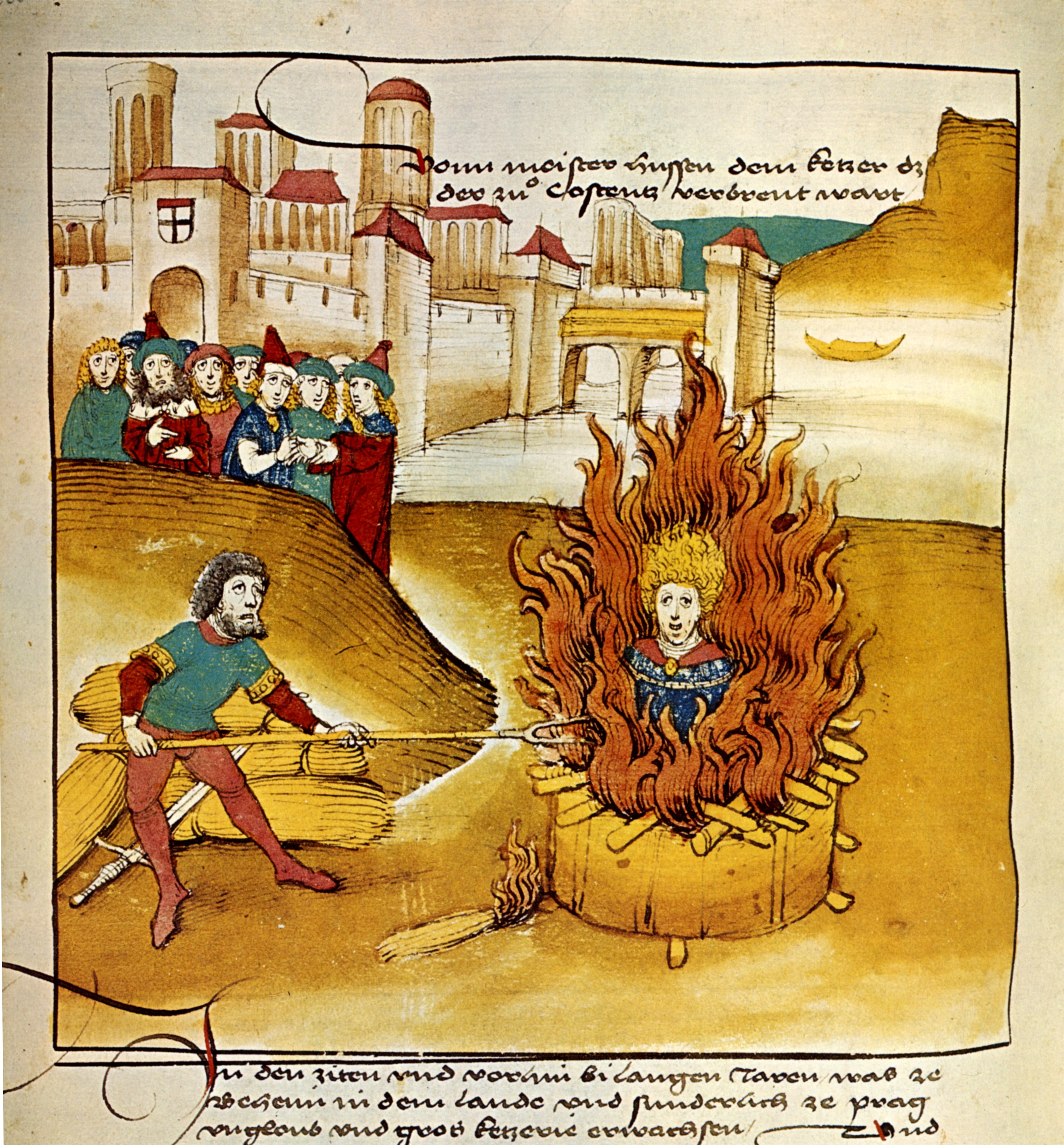
سوزاندن جان هوس در کنستانس، ۱۴۱۵

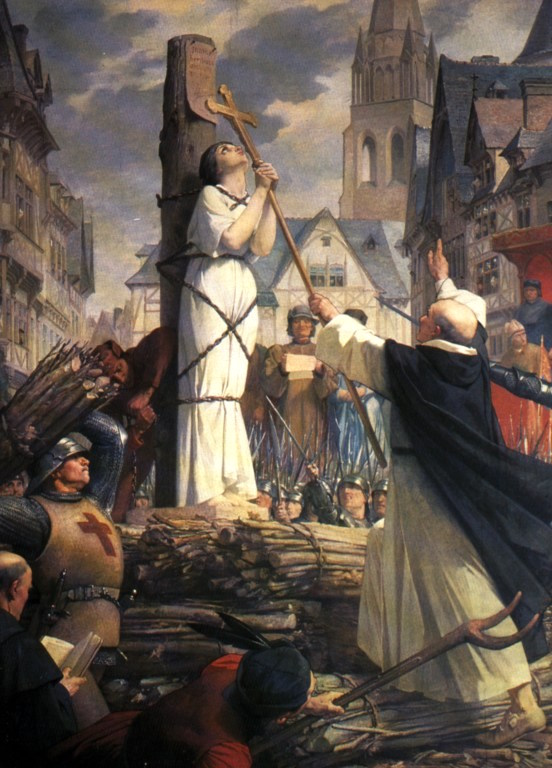
سوزاندن ژان دارک ۱۴۳۱

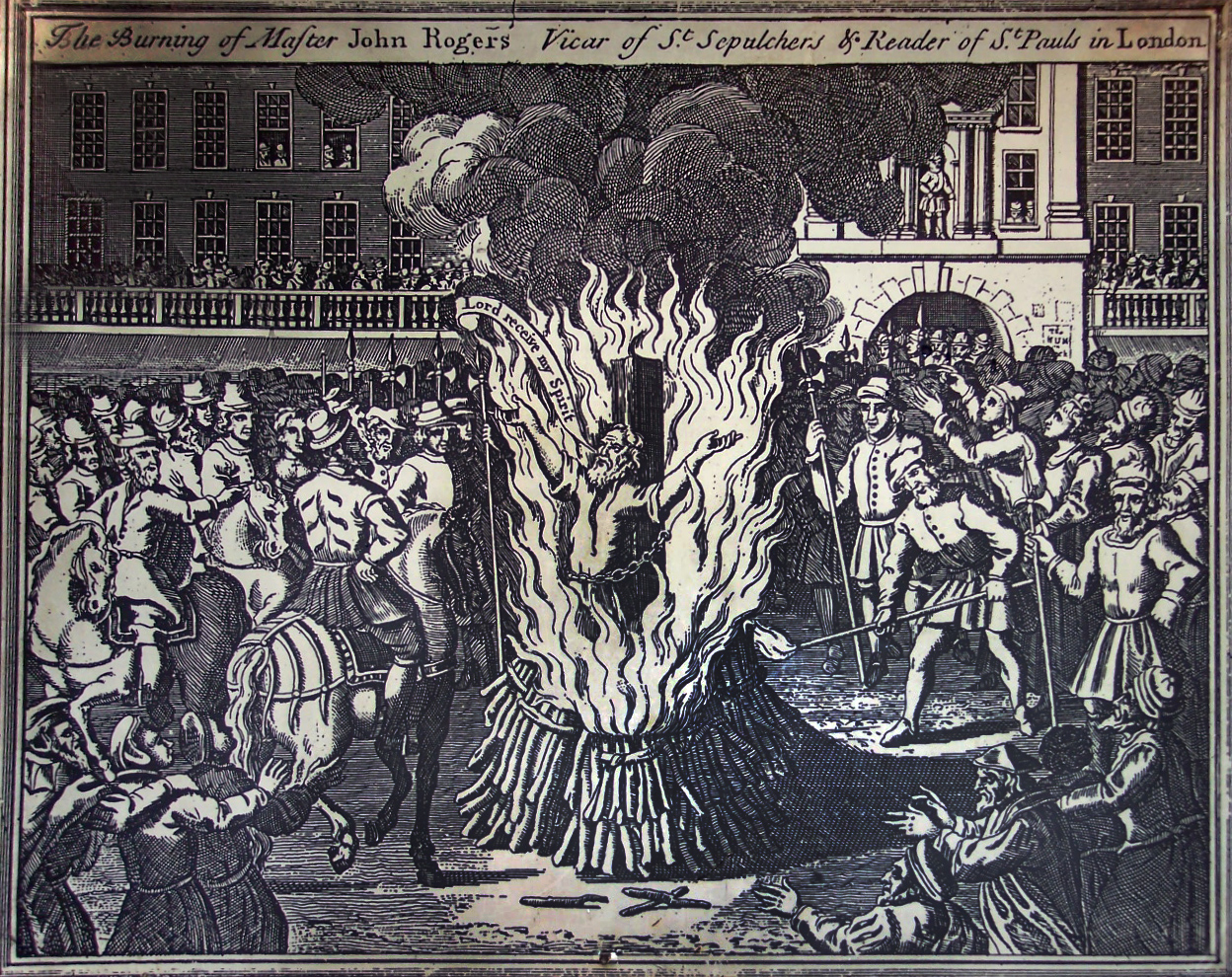
اعدام راجرز در اسمیتفیلد، ۱۵۵۵

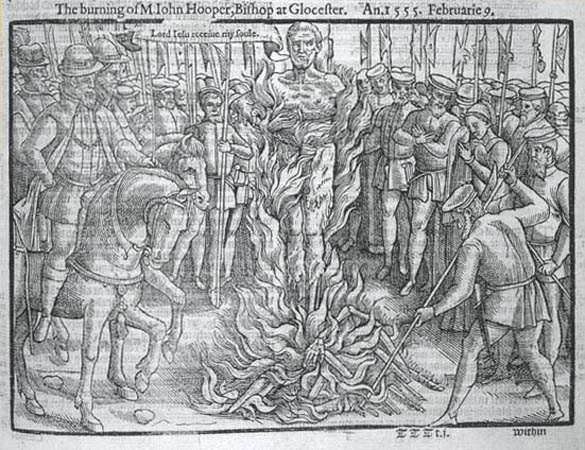
سوزاندن جان هوپر در گلاستر، ۱۵۵۵

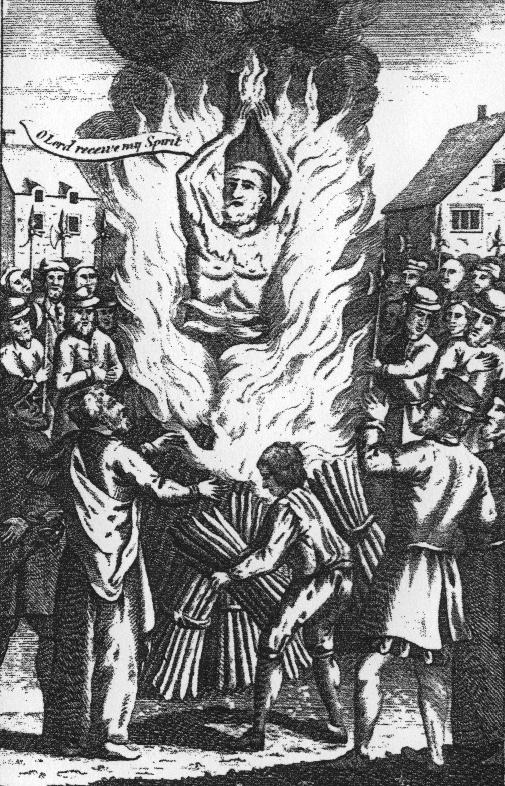
سوزاندن توماس هاکس، ۱۵۵۵

- رامیهردوس کامبرایی (۱۰۷۶ یا ۱۰۷۷) (لینچ شده)
- پیتر برویز († ۱۱۳۰) (لینچ شده)
- جرارد سگارلی († ۱۳۰۰)
- فرا دولچینو († ۱۳۰۷)، ایتالیا
- مارگریت پرت († ۱۳۱۰)، پاریس، فرانسه
- بوتولف بوتولفسون († ۱۳۱۱)، تنها فرد شناخته شده‌ای که به دلیل بدعت در سوئد اعدام شد.
- ژاک دو مولای (۱۲۴۳–۱۳۱۴)، پس از محکومیت توسط دادگاه تحت کنترل پادشاه فیلیپ چهارم فرانسه، پاریس، فرانسه سوزانده شد.
- جفروی دو چارنی († ۱۳۱۴)، سوزانده شده با ژاک دو مولای، پاریس، فرانسه.
- گیلهم بلیباستا († ۱۳۲۱)، آخرین کاتاریسم، فرانسه
- سکو دآسکولی († ۱۳۲۷)، فلورانس، ایتالیا
- نا پروس پروتا († ۱۳۲۸)
- ویلیام ساتر († ۱۴۰۱)، اسمیتفیلد، لندن، انگلستان
- جان بدبی († ۱۴۱۰)، اسمیتفیلد، لندن، انگلستان
- یان هوس (۱۳۷۱–۱۴۱۵)، کنستانس، آلمان
- جروم از پراگ (۱۳۶۵–۱۴۱۶)
- ویلیام تیلور († ۱۴۲۳)، اسمیتفیلد، لندن، انگلستان
- ژان دارک (۱۴۱۲–۱۴۳۱)، محاکمه ژان آرک، روئن، فرانسه
- توماس باگلی († ۱۴۳۱)، اسمیتفیلد، لندن، انگلستان
- پاول کراوور († ۱۴۳۳)
- جوان بوتون († ۱۴۹۴)، اسمیتفیلد، لندن، انگلستان
- جیرولامو ساونارولا، دومنیکو دا پاسیا و سیلوسترو ماروفی († ۱۴۹۸)، فلورانس، ایتالیا (آویزان و سپس سوزانده شد)

## کشورهای کاتولیک رومی
- شهدای ایپسویچ († ۱۵۱۵–۱۵۵۸)
- ژان والیر († ۱۵۲۳)، پاریس، فرانسه
- جان دی باکر († ۱۵۲۵)، اولین شهید در شمال هلند
- Wendelmoet Claesdochter († ۱۵۲۷)، اولین زن هلندی که به اتهام بدعت متهم و سوزانده شد.
- مایکل ساتلر († ۱۵۲۷)، آلمان
- پاتریک همیلتون († ۱۵۲۸)، سنت اندروز، اسکاتلند
- بالتاسار هوب مایر (۱۴۸۵–۱۵۲۸)، وین، اتریش
- جرج بلوروک (۱۴۹۱–۱۵۲۹)، کلاوزن، تیرول
- توماس هیتون († ۱۵۳۰)، میدستون، انگلستان
- ریچارد بایفیلد († ۱۵۳۱)، اسمیتفیلد، انگلستان
- توماس بنت († ۱۵۳۱)، اکستر، انگلستان
- توماس بیلنی († ۱۵۳۱)، نوریچ، انگلستان
- جوان بوچر († ۱۵۳۱)، اسمیتفیلد، انگلستان
- سلیمان مولچو († ۱۵۳۲)، مانتوا
- توماس هاردینگ († ۱۵۳۲)، چشام، انگلستان
- جیمز بینهام († ۱۵۳۲)، اسمیتفیلد، انگلستان
- جان فریت (۱۵۰۳–۱۵۳۳)، اسمیتفیلد، انگلستان
- ویلیام تیندل (۱۴۹۰–۱۵۳۶)، بلژیک
- جاکوب هاتر († ۱۵۳۶)، اینسبروک، تیرول
- Aefgen Listincx († ۱۵۳۸)، مونستر، آلمان
- جان فارست († ۱۵۳۸)، اسمیتفیلد، انگلستان
- کاتارزینا ویگلوا († ۱۵۳۸)، لهستان
- آن اسایاسداتر († ۱۵۳۹)، هلند
- فرانسیسکو د سان رومن († ۱۵۴۰)، اسپانیا
- اتین دولت (۱۵۰۹–۱۵۴۶)، پاریس، فرانسه
- هنری فیلمر († ۱۵۴۳)، ویندزور، انگلستان
- رابرت تستوود († ۱۵۴۳)، ویندزور، انگلستان
- آنتونی پیرسون († ۱۵۴۳)، ویندزور، انگلستان
- ماریا ون بکوم († ۱۵۴۴)
- اورسولا ون بکوم († ۱۵۴۴)
- شهدای کولچستر († ۱۵۴۵ تا ۱۵۵۸)، ۲۶ نفر، کولچستر، انگلستان
- جرج ویشارت (۱۵۱۳–۱۵۴۶)، سنت اندروز، اسکاتلند
- جان هوپر († ۱۵۵۵)، گلاستر، انگلستان
- John Rogers († ۱۵۵۵)، لندن، انگلستان
- شهدای کانتربری († ۱۵۵۵–۱۵۵۸)، حدود ۴۰ نفر، کانتربری، انگلستان
- لارنس ساندرز، (۱۵۱۹–۱۵۵۵)، کاونتری، انگلستان
- رولند تیلور († ۱۵۵۵)، هادلی، سافولک، انگلستان
- کورنلیوس بونگی، († ۱۵۵۵)، کاونتری، انگلستان
- دیریک کارور، († ۱۵۵۵)، Lewes، انگلستان
- رابرت فرار († ۱۵۵۵)، کارمارتن، ولز
- ویلیام فلاور († ۱۵۵۵)، وستمینستر، انگلستان
- پاتریک پاکینگهام († ۱۵۵۵)، آکسبریج، انگلستان
- هیو لاتیمر (۱۴۸۵–۱۵۵۵)، آکسفورد، انگلستان
- رابرت ساموئل († ۱۵۵۵)، ایپسویچ، انگلستان

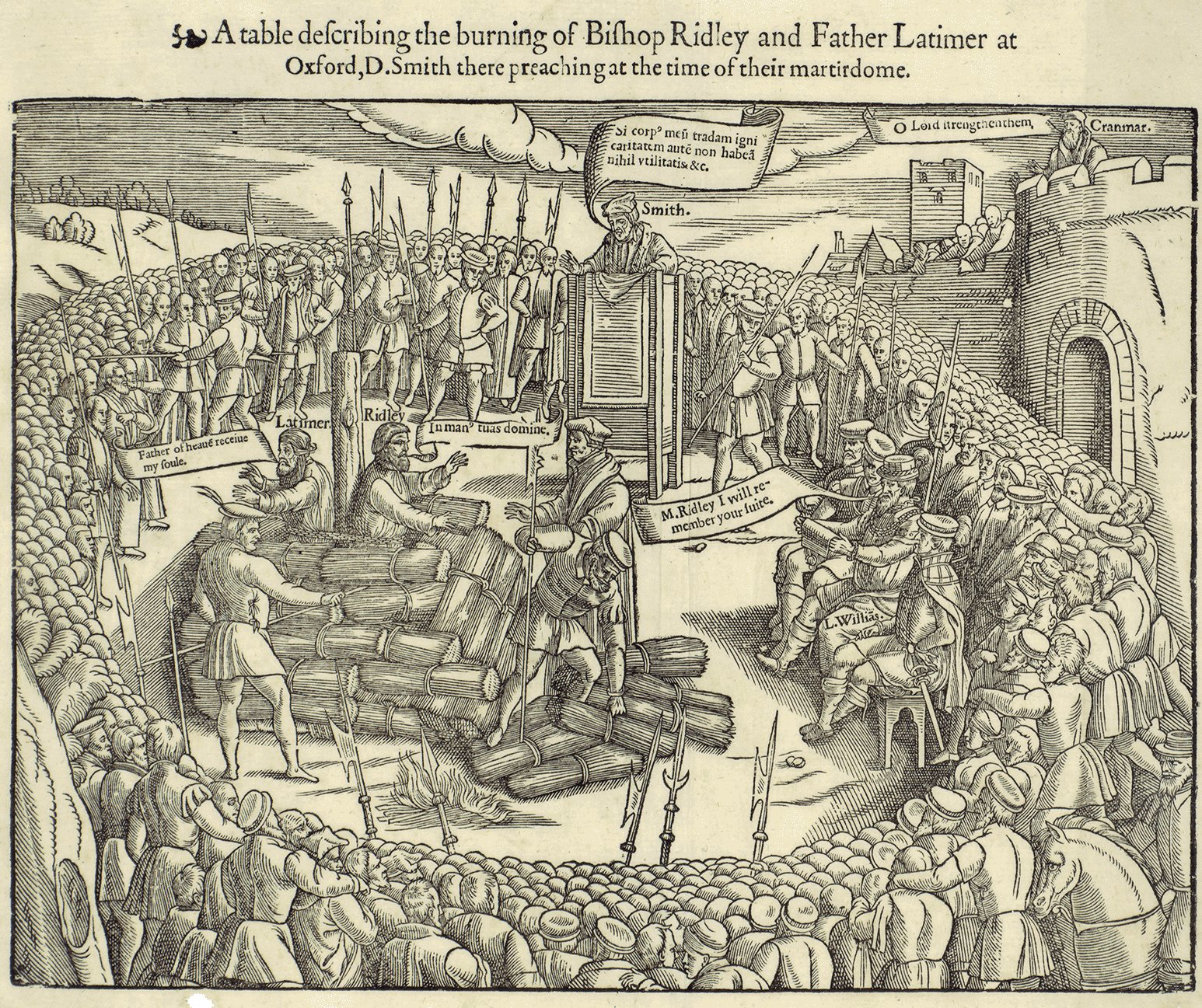
سوزاندن لاتیمر و ریدلی، آکسفورد، ۱۵۵۵

- نیکلاس ریدلی (۱۵۰۰–۱۵۵۵)، آکسفورد، انگلستان
- جان برادفورد († ۱۵۵۵)، لندن، انگلستان
- جان کارت میکر († ۱۵۵۵)، اسمیتفیلد، لندن، انگلستان
- رابرت گلاور († ۱۵۵۵)، هرتفورد، انگلستان
- توماس هاوکس († ۱۵۵۵)، کوگشال، انگلستان
- توماس تامکینز († ۱۵۵۵)، اسمیتفیلد، لندن، انگلستان
- توماس کرانمر (۱۴۸۹–۱۵۵۶)، آکسفورد، انگلستان
- شهدای استراتفورد († ۱۵۵۶)، ۱۱ مرد و ۲ زن، استراتفورد، لندن، انگلستان
- شهدای گورنزی († ۱۵۵۶)، ۳ زن، گورنزی، جزایر کانال
- جوآن وست († ۱۵۵۶)، دربی، انگلستان
- بارتلت گرین († ۱۵۵۶)، اسمیتفیلد، لندن، انگلستان
- جان هالیه († ۱۵۵۶)، کمبریج، انگلستان
- جان فورمن († ۱۵۵۶)، گرینستد شرقی، انگلستان
- پومپونی الجزایری († ۱۵۵۶) جوشانده در روغن، رم
- الکساندر گوچ و آلیس درایور († ۱۵۵۸)، ایپسویچ، انگلستان

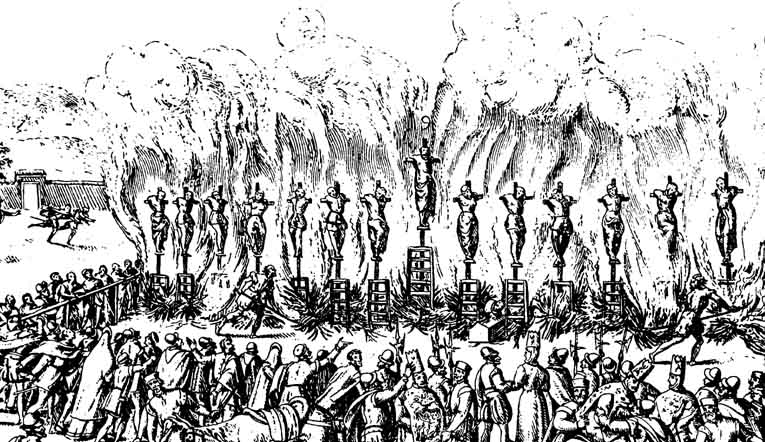
تصویر معاصر «اوتو-دا-فه» از وایادولید، که در آن چهارده پروتستان به خاطر ایمانشان در آتش سوزانده شدند، در ۲۱ مه ۱۵۵۹

- آگوستین دو کازالا († ۱۵۵۹)، وایادولید، اسپانیا
- کارلوس دسیسو († ۱۵۵۹)، وایادولید، اسپانیا
- ماریا دی بوهرکز († ۱۵۵۹)، سویا، اسپانیا
- پیترو کارنسکی († ۱۵۶۷) فلورانس، ایتالیا
- لئونور د سیسنروس († ۱۵۶۸)، وایادولید، اسپانیا
- وین اوکرز († ۱۵۶۸)، هلند
- دیرک ویلمز († ۱۵۶۹)، هلند
- آن اوجیرز († ۱۵۷۰)، هلند
- منوکیو (۱۵۳۲–۱۵۹۹)، ایتالیا
- جوردانو برونو (۱۵۴۸–۱۶۰۰)، رم، ایتالیا
- فولگنزیو مانفردی (۱۵۶۰ حدود - ۱۶۱۰) رم، ایتالیا
- لوسیلیو وانینی (۱۵۸۵–۱۶۱۹)، تولوز، فرانسه
- کاترینا تارونگی († ۱۶۹۱)
- کیمپا ویتا (۱۶۸۴–۱۷۰۶)، آنگولا
- ماریا باربارا کاریلو (۱۶۲۵–۱۷۲۱)، مادرید، اسپانیا
- گرترود کوردووانا († ۱۷۲۴)، پالرمو، ایتالیا[۱]
- آنا د کاسترو († ۱۷۳۶)
- ابراهام بن آبراهام († ۱۷۴۹)، ویلنا، مشترک المنافع لهستان-لیتوانی
- María de los Dolores López († ۱۷۸۱)، سویا، اسپانیا

## کشورهای پروتستان

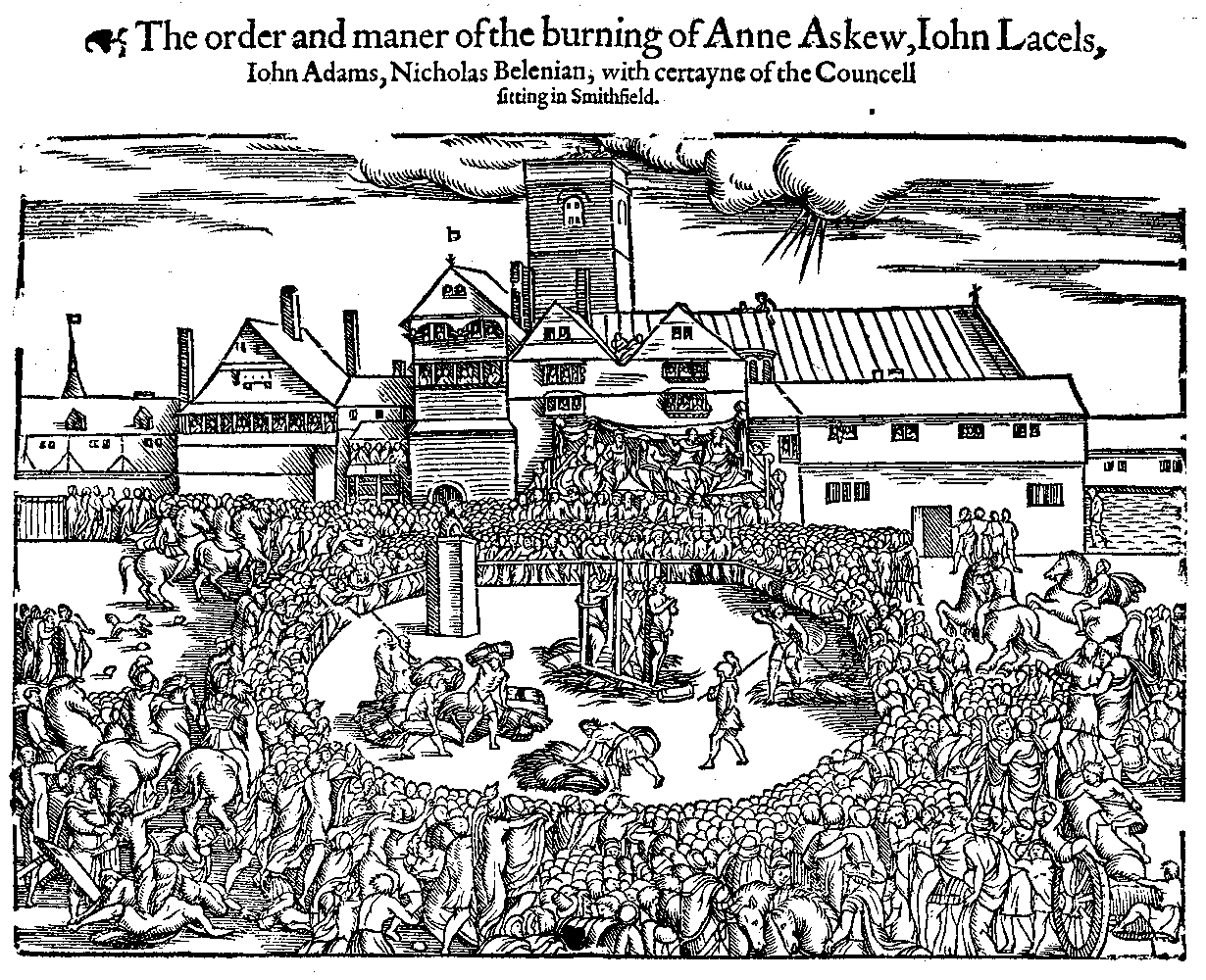
سوزاندن آن اسکیو و جان لاسلز، ۱۵۴۶

- رابرت بارنز († ۱۵۴۰)، اسمیتفیلد، انگلستان
- توماس جرارد († ۱۵۴۰)، اسمیتفیلد، انگلستان
- آن اسکیو (۱۵۲۱–۱۵۴۶)، اسمیتفیلد، انگلستان
- جان لاسلز († ۱۵۴۶)، اسمیتفیلد، انگلستان
- جان آدامز († ۱۵۴۶)، اسمیتفیلد، انگلستان
- جوان بوچر († ۱۵۵۰)، اسمیتفیلد، انگلستان
- جرج ون پریس († ۱۵۵۱)، اسمیتفیلد، انگلستان
- متیو هامونت († ۱۵۷۹)، نوریچ، انگلستان
- فرانسیس کت († ۱۵۸۹)، نوریچ، انگلستان
- بارتولومیو لگیت (۱۵۷۵–۱۶۱۲)، اسمیتفیلد، انگلستان
- ادوارد وایتمن (۱۵۶۶–۱۶۱۲)، بدعت گذار عود کرده، لیچفیلد، انگلستان
- میکاییل سروتوس (۱۵۱۱–۱۵۵۳)، ژنو، سوئیس
- استفان کاتن († ۱۵۵۸)،[۲] برنتفورد، انگلستان
- نیکولا آنتوان[۳] (۱۶۰۲–۱۶۳۲)، ژنو، سوئیس